# George Archainbaud
George Archainbaud (Parigi, 7 maggio 1890 – Beverly Hills, 20 febbraio 1959) è stato un regista francese naturalizzato statunitense.
Fu anche, saltuariamente, aiuto regista e sceneggiatore.

## Biografia
All'inizio della carriera, George Archainbaud lavorò come attore e manager teatrale. Arrivò negli Stati Uniti nel 1915, per lavorare come assistente di Émile Chautard, un suo compatriota che lavorava alla World Film Company di Lewis J. Selznick a Fort Lee, nel New Jersey. Nel 1917, Archainbaud diresse il suo primo film As Man Made Her.
Nella sua carriera, girò oltre un centinaio di film, specializzandosi nel western. Passò poi a lavorare per la televisione all'inizio degli anni cinquanta.

## Vita personale
Dal 1921 al 1959, fu sposato con Katherine Johnston.
Alice, la madre di Archainbaud, si sposò con il regista Émile Chautard che diventò quindi il suo patrigno.

## Filmografia

### Regista (Cinema)
- As Man Made Her (1917)
- Yankee Pluck (1917)
- The Brand of Satan (1917)
- The Iron Ring (1917)
- The Maid of Belgium (1917)
- The Awakening (1917)
- Diamonds and Pearls (1917)
- The Divine Sacrifice (1918)
- The Cross Bearer (1918)
- The Trap (1918)
- Il ballerino sconosciuto (The Love Cheat) (1919)
- A Damsel in Distress (1919)
- In Walked Mary (1920)
- The Shadow of Rosalie Byrnes (1920)
- What Women Want (1920)
- Marooned Hearts (1920)
- The Wonderful Chance (1920)
- Il segreto della segretaria (The Pleasure Seekers) (1920)
- The Miracle of Manhattan (1921)
- The Girl from Nowhere (1921)
- Handcuffs or Kisses (1921)
- Fango di Pomona (Clay Dollars) (1921)
- L'uomo di pietra (The Man of Stone) (1921)
- Evidence (1922)
- Under Oath (1922)
- Una settimana d'amore (One Week of Love) (1922)
- La forza d'una menzogna (The Power of a Lie) (1922)
- L'ospite di mezzanotte (The Midnight Guest) (1923)
- Cordelia the Magnificent (1923)
- L'amante del cuore (The Common Law) (1923)
- L'ombra dell'Oriente (The Shadow of the East) (1924)
- La figlia della tempesta (The Storm Daughter) (1924)
- The Plunderer (1924)
- Venduta (For Sale) (1924)
- Povere mogli (Single Wives) (1924)
- Christine of the Hungry Heart (1924)
- The Mirage (1924)
- Enticement (1925)
- I due fantasmi (The Necessary Evil) (1925)
- What Fools Men
- La maschera di ghiaccio (Scarlet Saint) (1925)
- Puppets (1926)
- Uomini d'acciaio
- The Silent Lover
- La casa degli spiriti (Easy Pickings) (1927)
- Notti di Vienna (Night Life) (1927)
- Una donna contro il mondo (A Woman Against the World) (1928)
- The Man in Hobbles
- The Tragedy of Youth (1928)
- Dove è forte la donna (Bachelor's Paradise)
- Ladies of the Night Club
- The Grain of Dust (1928)
- George Washington Cohen
- The Voice Within (1929)
- Two Men and a Maid
- Adolescenti (The College Coquette)
- Scandalo di Broadway (Broadway Scandals) (1929)
- Burlesco appassionato (The Broadway Hoofer)
- Framed (1930)
- Francesina (Alias French Gertie) (1930)
- A colpo sicuro (Shooting Straight) (1930)
- Un dramma nell'Alaska (The Silver Horde) (1930)
- The Lady Refuses (1931)
- Three Who Loved
- Men of Chance
- L'ultima squadriglia (The Lost Squadron)
- Giuro di dire la verità
- Thirteen Women
- The Penguin Pool Murder
- The Big Brain
- Dopo quella notte (After Tonight) (1933)
- Keep 'Em Rolling (1934)
- Murder on the Blackboard (1934)
- Thunder in the Night
- My Marriage
- The Return of Sophie Lang
- Hideaway Girl (1936)
- Clarence (1937)
- Hotel Haywire
- Blonde Trouble
- Thrill of a Lifetime (1937)
- Her Jungle Love
- Campus Confessions
- Thanks for the Memory
- Boy Trouble
- Some Like It Hot (1939)
- Night Work (1939)
- Opened by Mistake
- Untamed (1940)
- Comin' Round the Mountain (1940)
- Flying with Music
- Hoppy Serves a Writ
- La città rubata
- False Colors (1934)
- La donna della città
- Texas Masquerade
- Mystery Man
- Alaska, inferno dell'oro
- The Big Bonanza
- Girls of the Big House
- The Devil's Playground (1946)
- Fool's Gold (1946)
- Unexpected Guest
- Criniere al vento
- Dangerous Venture
- The Millerson Case
- The Marauders (1947)
- Hoppy's Holiday
- Silent Conflict
- The Dead Don't Dream
- Cavalcata infernale
- Borrowed Trouble
- False Paradise
- Strange Gamble (1948)
- Border Treasure
- Hunt the Man Down
- The Old West
- Night Stage to Galveston
- Apache Country
- Barbed Wire (1952)
- Wagon Team
- Blue Canadian Rockies
- Winning of the West
- On Top of Old Smoky
- Goldtown Ghost Riders
- Pack Train
- Saginaw Trail (1953)
- Last of the Pony Riders

### Aiuto regista
- All Man, regia di Émile Chautard (1916)